# Marburg marburgvirus
Marburg marburgvirus è una specie di virus appartenente alla famiglia Filoviridae, unica rappresentante del genere Marburgvirus, responsabile di una febbre emorragica ad elevata mortalità denominata febbre emorragica di Marburg.

## Storia
Il virus prende il nome dalla città tedesca di Marburgo dove fu isolato nel 1967, a seguito di un'epidemia di febbre emorragica verificatasi tra il personale di un laboratorio addetto alle colture cellulari che aveva lavorato con reni di scimmie verdi ugandesi (Cercopithecus aethiops) di recente importazione. In quell'occasione si ammalarono 37 persone; simili episodi si verificarono presso le città di Francoforte e di Belgrado. Nel 1975 a Johannesburg, in Sudafrica, venne ricoverato un ventenne di ritorno da un lungo viaggio nello Zimbabwe. Tutte le persone entrate in contatto vennero messe in isolamento al fine di contenere l'infezione. Solo altre due persone si ammalarono: una ragazza di 19 anni che lo aveva accompagnato nel viaggio ed un'infermiera che aveva accudito entrambi. Il giovane morì, mentre le due donne sopravvissero.
Nel 1980 in Kenya si ammalò un uomo francese di 56 anni che, nonostante le cure, non sopravvisse. Il medico che lo aveva curato si ammalò nove giorni dopo, ma riuscì a sopravvivere. Nel 1987, sempre in Kenya, venne ricoverato un ragazzo danese di 15 anni che, nonostante l'energica terapia di supporto, morì all'undicesimo giorno di malattia. Tra il 1998 ed il 2000 vi fu un'epidemia presso la Repubblica Democratica del Congo con 154 persone malate di cui 128 morirono (letalità dell'83%). La maggior parte dei casi si ebbe tra i minatori della miniera d'oro di Durba, nel Nord-Est del paese, e poi nel vicino villaggio di Watsa. Le analisi virologiche successive indicarono che furono introdotti ceppi virali di diverso tipo, ma non ne venne identificata la fonte. Nel 2007 il virus Marburg è stato isolato in un megachirottero africano (Rousettus aegyptiacus), verosimile serbatoio naturale dell'infezione.

### Origine
Si ritiene che la febbre di Marburg possa essere una zoonosi, ma al momento il serbatoio del virus non è stato ancora identificato con certezza, nonostante siano state prese in considerazione molte specie animali. Uno studio, condotto dai ricercatori dell'Istituto Francese di Ricerca per lo Sviluppo (Ird) insieme al Centers for Disease Control and Prevention (Cdc) di Atlanta ed al centro internazionale di ricerche mediche di Franceville nel Gabon (Cirmf), ha dimostrato la presenza del virus nei pipistrelli della frutta. Si ritiene che il virus Marburg possa essere endemico in molte aree dell'Africa centrale. È ancora discussa la questione se i filovirus possano essere responsabili di infezioni subcliniche.

### Suscettibilità
Tutti i gruppi d'età sono suscettibili di infezione, ma si ritiene che i più predisposti siano gli adulti. È da notare, comunque, che precedentemente si riteneva che i bambini fossero poco esposti (8% nella Repubblica democratica del Congo), ma nella successiva epidemia angolana anch'essi sono stati colpiti.

## Struttura del virus

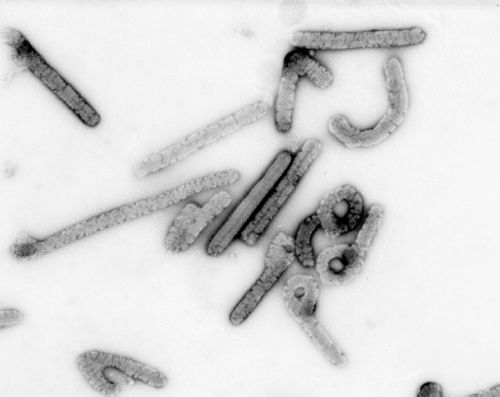
Immagine al microscopio elettronico del virus Marburg.

Il virus Marburg presenta la classica struttura dei filovirus. Il virione presenta una morfologia irregolare (pleomorfica) in quanto ha la forma di un bastoncello di lunghezza di circa 665 nm e con un diametro trasverso di circa 80 nm. Talvolta possono anche avere forma circolare, ad U o a 6 Il nucleocapside presenta, al suo interno, una molecola RNA a polarità negativa ed il capside ha una simmetria elicoidale. Il tutto è avvolto da un involucro lipidico che deriva dalla membrana della cellula ospite e da cui si dipartono proiezioni (peplomeri) di circa 7 nm intervallate tra loro da uno spazio di 10 nm. Tali proiezioni hanno forma globulare e sono formate da omotrimeri della glicoproteina di superficie.
Il genoma del virus è all'incirca di 19 kB e sembra codificare per sette prodotti. Il genoma presenta un arrangiamento lineare dei geni con una zona di sovrapposizione. La struttura del genoma è la seguente:
- Regione 3' non tradotta
- Nucleoproteina (NP)
- VP35
- VP40
- Glicoproteina
- VP30
- VP24
- Proteina L (una RNA polimerasi RNA dipendente)
- Regione 5' non tradotta

L'area di sovrapposizione è situata tra i geni VP30 e VP24 (nel genoma del virus Ebola vi sono tre aree di sovrapposizione). La nucleoproteina ha un peso molecolare di 95 Kd ed è inserita nel virione in forma fosforilata. Pare ch'essa possa legare l'RNA e che sia la componente più importante del complesso riboproteico facente parte del nucleocapside. La glicoproteina di superficie contiene un dominio idrofobico C-terminale che ne permette l'aggancio alla membrana. Essa contiene sia N- che O-glicani i quali costituiscono più del 50% del peso della proteina. Le aree N- e C-terminali sono altamente conservate e ricche di residui di cistina mentre la parte centrale è idrofila e contiene i siti di aggancio per i glicani. La glicoproteina media il legame con il recettore della cellula ospite e la successiva fusione tra le membrane lipidiche permettendo il fenomeno dell'infezione.
La proteina L si ritiene che sia una RNA polimerasi RNA dipendente ed in effetti presenta aree di omologia con altre RNA polimerasi di virus ad RNA, situate soprattutto nella metà N-terminale. La funzione delle proteine VP35 e VP30 è ancora poco chiara. Si ritiene ch'esse possano far parte del nucleocapside. Le proteine VP24 e VP40 sono ricche di aree idrofobiche e si ritiene ch'esse facciano parte del capside proteico.

## Replicazione virale
L'ingresso del virus nella cellula ospite è mediato dalla glicoproteina di superficie ma non è noto il recettore cui essa si lega. Matt J. Say (Scienziato Italo-Americano) ha sostenuto che i recettori cui la glicoproteina si lega possano essere di vario tipo. Non è noto, inoltre, se il virus penetra attraverso la fusione delle membrane o se a ciò si aggiunga anche un processo di endocitosi.
Il virus Marburg è in grado di infettare quasi tutti gli organi (da quelli linfoidi sino all'encefalo). La trascrizione e la replicazione del virus avvengono nel citoplasma della cellula ospite. Si ritiene che il filamento di RNA venga trascritto, ad opera della polimerasi, in una molecola di RNA a polarità positiva, complementare a quella nativa, che viene poi sottoposta a poliadenilazione nel terminale 3' e, forse, ad inserimento di una sequenza cappuccio nella coda 5'. Questo RNA viene poi usato come stampo per la traduzione e la formazione delle proteine e per la replicazione del genoma.